# Benešov (kraj południowomorawski)
Benešov – wieś i gmina (obec) w Czechach, w kraju południowomorawskim, w powiecie Blansko. 1 stycznia 2015 roku zamieszkiwało ją 658 osób. Gmina posiada obszar 13,61 km². Miasto dzieli, w linii prostej, 20 km od Blanska, 38 km od Brna oraz 182 km od stolicy kraju – Pragi.